# Martin Opitz
Martin Opitz (Bunzlau, 1597. december 23. – Danzig, 1639. augusztus 20.) német barokk költő.

## Életrajza

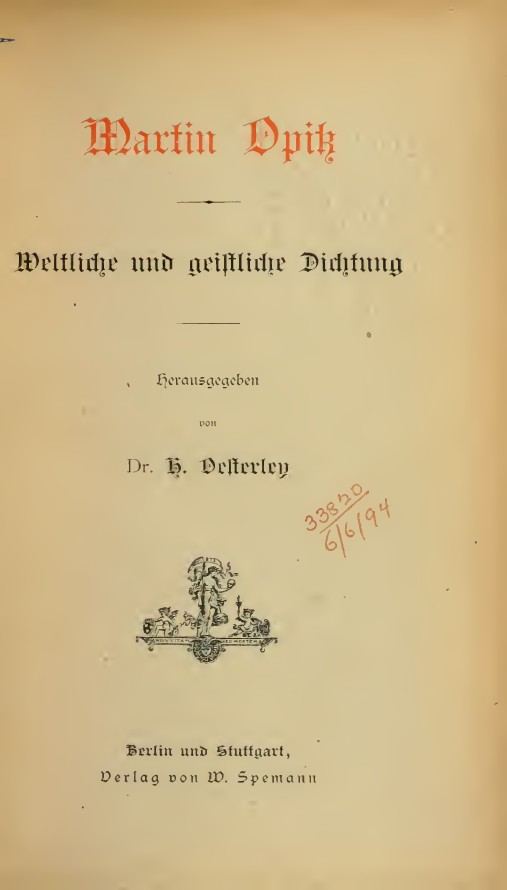
Weltliche und geistliche Dichtung (1888)

Boroszlóban, majd Beuthenben végezte gimnáziumi tanulmányait. A beutheni gimnázium diákjaként írta meg 1617-ben latin nyelvű Aristarchus sive de contemptu linguae Teutonicae (Aristarchus, avagy a német nyelv megvetéséről) című rövid írását, amelyben a német nyelvű költészet fontosságát hangsúlyozza. Egyetemi tanulmányait Odera-Frankfurtban, Heidelbergben és a leideni egyetemen végezte. Leidenben megismerte Daniel Heinsiust, aki nagy hatással volt tevékenységére. 1621-ben több hónapra Jütlandra utazott.
1622-ben Bethlen Gábor erdélyi fejedelem meghívására Gyulafehérvárra ment, ahol az ottani gimnázium tanára lett. Erdélyi élményeit örökítette meg Zlatna Oder Getichte Von Ruhe deβ Gemüthes (Zalatna, avagy a kedély nyugalma) című versében, de itt kezdte el írni be nem fejezett és azóta elveszett Dacia antiqua (Az antik Dacia) című művét Erdély római kori emlékeiről. Mivel azonban nem volt teljesen megelégedve a körülményekkel, 1623 visszatért Sziléziába, ahol a liegnitzi hercegi udvar szolgálatába állt. 1624-ben jelentek meg Teutsche Poemata (Német költemények) címmel fiatalkori versei, amelyeket barátja Julius Wilhelm Zincgref adott ki. Opitz azonban már nem értett egyet e korai költemények nyelvi megformálásával, ekkor írta meg Buch von der Deutschen Poeterey (Könyv a német költészetről) című poétikáját, amely antik (Arisztotelész, Horatius, Quintilianus) illetve reneszánsz (Julius Caesar Scaliger, Pierre de Ronsard, Daniel Heinsius) mintákat követ. E rövid művében a műfajok mellett tárgyalja a versformákat, verslábakat, rímeket, de hangsúlyozza a német nyelvű költészet fontosságát is.
Poétikája döntő hatással volt a 17. századi német irodalomra. 1625-ben Bécsben II. Ferdinánd császár poeta laureatus-szá koronázta. A protestáns Opitz 1626-tól Karl Hannibal von Dohna titkára lett, ami miatt protestáns részről sok kritika érte, mert Dohna volt a sziléziai ellenreformáció vezéralakja. 1627-ben Opitz (von Boberfeld előnévvel) nemesi rangot kapott, 1629-ben a Fruchtbringende Gesellschaft nevű nyelvművelő társaság tagja lett. 1630-ban diplomataként Párizsban járt. 1632-ben Johann Christian von Brieg herceg szolgálatába lépett. Danzigban telepedett le. 1636-ban IV. Ulászló lengyel király titkára és udvari történetírója lett. 1639-ben pestisben halt meg.
Poétikája mellett fontos fordítói és költői tevékenysége is. Lefordította Seneca Troades (Trójai nők), Szophoklész Antigoné című drámáját, megteremtve ezzel a német barokk dráma mintáját. De lefordította John Barclay Argenis valamint Philip Sidney Arcadia című regényét éppúgy, mint Ronsard költeményeit vagy a bibliai zsoltárokat.
Opitz nemcsak életében örvendett igen nagy tekintélynek (a német Vergiliusnak is nevezték) hanem a felvilágosodás irodalmárai (Johann Christoph Gottsched, Johann Jakob Bodmer, Johann Jakob Breitinger) is nagyrabecsülték.

## Magyarul
- Részletek a Könyv a német költészetről c. művéből. In: Bán Imre: A barokk. Gondolat, Bp., 1962, 74-79; 100-107.